# Agentenbasierte Modellierung
Agentenbasierte Modellierung ist eine spezielle, individuen-basierte Methode der computergestützten Modellbildung und Simulation, eng verknüpft mit komplexen Systemen, Multiagentensystemen, evolutionärer Programmierung und zellulären Automaten.

## Geschichte
Agentenbasierte Modellierung hat ihre Wurzeln sowohl in der Modellierung zellulärer Automaten, als auch in den diversen Bereichen künstlicher Intelligenz. Bei vergleichender Betrachtung kann die agentenbasierte Modellierung auch als Erweiterung von zellulären Automaten interpretiert werden. Sie ist ein spezieller Fall einer Mikrosimulation. Agentenbasierte Modelle basieren auf der Theorie von Multiagenten-Systemen.

## Theorie
Im Gegensatz zu anderen Arten der Modellierung (zum Beispiel System Dynamics) haben in der agentenbasierten Modellierung viele kleine Einheiten (Agenten) Entscheidungs- oder Handlungsmöglichkeiten. In diesem Sinne erlaubt es diese Art der Modellierung, die Verbindungen zwischen der Mikro- und der Makro-Ebene explizit zu modellieren bzw. zu untersuchen. Das System-Verhalten resultiert dabei aus dem Verhalten der einzelnen Agenten und wird nicht auf Systemebene vorgegeben. Wenn es dabei zu Effekten auf der Systemebene kommt, die nicht unmittelbar aus den Entscheidungsalgorithmen der Individuen ableitbar sind, spricht man von Emergenz. Zusätzlich kann ein von den individuellen Entscheidungen getrenntes Systemverhalten implementiert werden.
Zwei entscheidende Aspekte der agentenbasierten Modellierung sind die Möglichkeiten heterogenes Verhalten und Abhängigkeiten von anderen Individuen explizit abbilden zu können.
Diese Art der Modellierung kommt vor allem dann zur Anwendung, wenn der Fokus einer Fragestellung nicht die Stabilität eines Gleichgewichts bzw. die Annahme, dass ein Prozess in ein Gleichgewicht zurückkehrt, ist, sondern die Frage, wie sich ein System veränderten Rahmenbedingungen anpassen kann (Robustheit). Dabei wird der Erkenntnis Rechnung getragen, dass komplexe Probleme es erfordern, die Mikro-Ebene, also die Entscheidungen der Individuen, ihre Heterogenität und ihre Interaktionen, direkt zu untersuchen.

## Anwendungsbeispiele
Sehr unterschiedliche Anwendungen fallen in den Bereich der agentenbasierten Modellierung. Sie unterscheiden sich zum Beispiel im Grad der modellierten Intelligenz der Agenten und in der Modellierung von physischem oder sozialem Raum. Allen diesen Ansätzen ist gemein, dass das Entscheidungsverhalten auf der Ebene der Individuen implementiert wird.
Einige Beispiele verdeutlichen diese Bandbreite.

### Einfache Simulation der Entstehung von Staus
In einer Dimension bewegen sich Fahrzeuge (die Agenten). Die Fahrer bzw. Fahrzeuge haben ein bestimmtes Beschleunigungs- und Bremsverhalten und halten einen Mindestabstand zu dem vor ihnen fahrenden Auto ein. Die Komplexität der simulierten Umwelt ist so gering und die nötige künstliche Intelligenz der Agenten so begrenzt, dass in diesem Fall auch von einer Mikrosimulation gesprochen werden kann. Trotzdem lassen sich mit diesen Modellen interessante Aussagen treffen.
Ein Verkehrsmodell mit diskret modelliertem Raum (die Fahrzeuge bewegen sich auf Gitterzellen) ist das Nagel-Schreckenberg-Modell, ein Beispiel für ein Fahrzeugfolgemodell mit kontinuierlichem Raum ist das Wiedemann-Modell.

### Entstehung von Ameisenstraßen
Ähnlich einfache Intelligenz genügt simulierten Ameisen, die auf der Futtersuche Duftstoffe absondern und den Duftstoffen anderer Ameisen folgen. Die Duftstoffe verlieren sich mit der Zeit. Die zweidimensionale Umwelt kann hier schon sehr viel aufwändiger sein, zum Beispiel Futterquellen und Hindernisse enthalten. Auch wenn das Verhalten der Individuen einfach ist, kann sich hier eine komplexe Schwarmintelligenz bilden. Siehe dazu auch die in NetLogo implementierte Simulation der Entstehung einer Ameisenstraße.
Von diesem Verhalten wurden auch sogenannte Ameisenalgorithmen abgeleitet zur Lösung von kombinatorischen Optimierungsproblemen.

### Segregation
Etwas aufwändigeres Entscheidungsverhalten zeigen die Agenten in Schellings Segregationsmodell. Dort treffen Agenten aufgrund von unterschiedlichen Präferenzen eine Wahl, in welchen Stadtteil sie umziehen. Zu der räumlichen Umwelt kommt hier die soziale Umwelt. Das Verhalten der Agenten hängt vom Verhalten und den Präferenzen anderer Agenten ab (social embeddedness). Siehe auch hierzu die in NetLogo implementierte Simulation. Das Modell geht auf Thomas Schelling zurück.

### Soziale Netzwerke
Raum kann gänzlich in den Hintergrund treten, wenn das Entscheidungsverhalten der Agenten nicht mehr von dem Ort, an dem sie sich aufhalten, abhängt, sondern von den anderen Agenten, mit denen sie Kontakt haben, wie etwa bei Konsumentenverhalten oder der Ausbreitung kultureller Normen. Dazu werden soziale Netzwerke simuliert. Austausch findet nur mit den Agenten statt, zu denen eine Netzwerkbeziehung besteht. Hier kann das Entscheidungsverhalten der einzelnen Agenten durchaus schon komplizierter und vielschichtiger werden und zum Beispiel, wie bei Consumats, Wiederholung, Imitation, sozialen Vergleich und Nachdenken enthalten.

### Künstliche Wirtschaftssysteme
Die wissenschaftliche Disziplin Agent-based Computational Economics beschäftigt sich mit der Simulation von wirtschaftlichem Entscheidungsverhalten auf der Ebene von Individuen. Untersuchte Fragen reichen dabei von Auktionsverhalten über individuellen Arbeitseinsatz (Moral Hazard), Klimaschutz und Energiewende zu Verhalten in sozialen Dilemmata, Commoning und geldlosen Tauschgesellschaften.

### Soziale Simulation
Der Bereich der sozialen Simulation umfasst die Modellierung konkreter, beobachtbarer Situationen, die in Fallstudien untersucht werden. Die daraus resultierenden agentenbasierten Modelle bilden das Verhalten der Menschen in den Untersuchungsgebieten, zum Beispiel Landwirte in einem Flusseinzugsgebiet, ab. Gleichzeitig können sie mit mehr oder weniger komplexen Modellen der physischen Umwelt gekoppelt werden und entsprechende Rückkopplungen enthalten.

### Archäoinformatik und computergestützte Geschichtswissenschaft
Agentenbasierte Modellierung kann zur Rekonstruktion von Wirtschaftsweisen und historischen Gesellschaften auf Basis archäologischer Funde genutzt werden.

## Agentenbasierte Modellierung und Wirtschaftswissenschaft
Die Anwendung in Artificial Economics ist dabei besonders hervorzuheben, denn die Annahme von rational handelnden Individuen (Homo oeconomicus) war stets eine Beschreibung auf der aggregierten Ebene. Das aggregierte Verhalten von wirtschaftlich handelnden Individuen kann so beschrieben werden, als würden die Individuen rational handeln. Für Märkte mit viel Information, vielen Lerngelegenheiten, genügend Zeit und Motivation mag das stimmen. Es gibt aber genügend Beispiele für Situationen, in denen Annahmen rationalen Verhaltens keine guten Prognosen über tatsächliches menschliches Verhalten liefern. Die interessanten wissenschaftlichen Fragestellungen, vor allem in Bezug auf öffentliche Güter und soziale Dilemmata, gehören zu diesen Situationen. Da es aber keine andere Theorie über menschliches Verhalten gibt, die sich auf die gleiche Weise zur Aggregation eignet, wie die der Rationalität, ist es in solchen Fragestellungen nötig, das heterogene, tatsächlich zu beobachtende Verhalten von Menschen zu untersuchen. Agentenbasierte Modellierung ist eine Methode, dieses Verhalten zu simulieren und Hypothesen über die Zusammenhänge zwischen dem Mikro-Verhalten der Individuen und dem Makro-Verhalten des Systems aufzustellen und zu untersuchen.